# 1950 en dadaïsme et surréalisme
Pour l'année, voir 1950.
 Chronologie de dada et du surréalisme 
- 1946
- 1947
- 1948
- 1949
- 1950
- 1951
- 1952
- 1953
- 1954

Cet article présente les faits marquants de l'année 1950 en dadaïsme et surréalisme.

## Éphémérides

### Janvier
- André Breton refuse le prix de la Ville de Paris[1].

### Février
- 25 février
Entretiens radiophoniques entre Tristan Tzara et Georges Ribemont-Dessaignes[réf. nécessaire].

### Mars
- Parution d'un numéro spécial de la revue La Nef lequel publie l'Almanach surréaliste du demi-siècle signé André Breton et Benjamin Péret[2].

### Juin
- 13 juin
Lettre ouverte à Paul Eluard d'André Breton : « Je pense que tu as retenu le nom de cet homme : il s'appelle - ou s'appelait - Závis Kalandra. Je n'ose décider du temps du verbe puisque les journaux nous annoncent qu'il a été condamné à mort jeudi dernier par le tribunal de Prague. Après les « aveux » en règle. »[3] Eluard répond dans Action : « J'ai trop à faire avec les innocents qui clament leur innocence pour m'occuper des coupables qui clament (sic) leur culpabilité. »[4].

### Novembre
- Réconciliation André Breton / Wolfgang Paalen, qui revient du Mexique[4].

### Cette année-là
- Dans la revue Arts, André Breton entreprend une campagne contre le « réalisme socialiste » en peinture[réf. nécessaire]

- L'ethnologue Fernando Ortiz Fernández publie, à Cuba, la première monographie consacrée à Wifredo Lam : Wifredo Lam y su obra vista a través de su significados criticos[5].

### Œuvres
- William Baziotes
  - Dragon, huile sur toile[6]
- Jean-Louis Bédouin
  - André Breton, première monographie[7]
- Jean Benoît
  - Exécution du testament du marquis de Sade, sculpture et installation. André Breton : « Il y a des testaments qui sautent les murs pour aller chavirer dans les yeux des loups… »[8]
- André Breton & Benjamin Péret
  - Almanach surréaliste du demi-siècle, l'édition de tête comporte deux lithographies originales de Max Ernst[9].
Avec les collaborations de Jean-Louis Bédouin, Michel Carrouges, Malcolm de Chazal, Adrien Dax, Lise Deharme, Jean-Pierre Duprey, Jean Ferry, Julien Gracq, Jacques Hérold, Marcel Jean, Gilbert Lely, Jehan Mayoux, Henri Pastoureau, Jean Suquet : « Cet almanach répond, jusque dans sa structure, à la double nécessité de témoigner selon l'histoire, et selon la poésie, ou comme diraient les sociologues, de se situer à la fois dans la perspective du temps chronologique (ou historique) et dans celle du temps mythologique (ou imaginaire). »[10]
- Max Bucaille
  - Le Scaphandrier des rêves, collage et poèmes[11]
- Luis Buñuel
  - Los Olvidados, film[12]
- Michel Carrouges
  - André Breton et les données fondamentales du surréalisme, essai où l'auteur étudie les thèmes majeurs du mouvement fondé par Breton[13]
- Aloïse Corbaz
  - Le Cloisonné de théâtre, dessin sur feuilles, longueur 14 mètres[14]
- Joseph Cornell
  - Forgotten game, boîte surréaliste[15]
- Adrien Dax
  - Perspective automatique, écrit[réf. nécessaire]
- Jean-Pierre Duprey
  - Derrière son double : « Il n'existe pas 36 nuits ; malgré cela j'en connais bien une centaine et c'est en la centième, appelée alors matière-nuit, que je disparus : c'était la bonne… Alors le jour entra en terre comme dans une gare ; les gares-du-Jour et les gares-de-la-Nuit se confondirent dans les débris sonores d'un train en marche et la marche des trains imita dans ses roues l'accent incohérent d'une phrase répétée cent fois par les secousses du vent et mise en lumière dans les lingeries d'un feu, phrase dont nous ne retînmes qu'un mot (reconnu le plus solide) : ÉTERNITÉ. »[16]
- Salvador Dalí
  - Costume de l'année 1945 à tiroirs, réalisé par le couturier Christian Dior[réf. nécessaire]
- Maurice Fourré
  - La Nuit du Rose-Hôtel, roman préfacé par André Breton[17]
- Alberto Giacometti
  - Le Chariot, sculpture
- Jane Graverol
  - Les Derniers plaisirs, huile sur panneau Isorel[18]
- Willem De Kooning
  - Excavation, huile sur toile[19]
- Wifredo Lam
  - La Fiancée, huile sur toile[20]
- René Magritte
  - L'Empire des lumières, huile sur toile[21]
- Matta
  - Être là, huile sur toile[22]
- Joan Miró
  - Composition avec cordes, huile, plâtre et corde sur toile[23]
  - Personnage devant le soleil rouge II, lithographie[24]
- Pierre Molinier
  - La Comtesse Midralgar, huile sur toile[25]
  - Succube, huile sur toile[25]
- Judit Reigl
  - Ils ont soif insatiable de l'infini, huile sur toile[26]
- Kay Sage
  - Small portrait, huile sur toile[27]
- Yves Tanguy
  - Des mains pâles aux cieux lassés, huile sur toile[28]
- Toyen
  - Tous les éléments, huile sur toile[29]
- Tristan Tzara
  - Parler seul
- Wols
  - Le Trait blanc, huile sur toile[30]